# من نفرت‌انگیز ۳
من نفرت‌انگیز ۳ (به انگلیسی: Despicable Me 3) یک فیلم کمدی پویانمایی رایانه‌ای آمریکایی محصول سال ۲۰۱۷ است که توسط ایلومینیشن تولید و توسط یونیورسال پیکچرز توزیع شده‌است. این دنباله من نفرت‌انگیز ۲ (۲۰۱۳)، سومین قسمت اصلی، و چهارمین قسمت به‌طور کلی در فرنچایز من نفرت‌انگیز است. این فیلم به کارگردانی مشترک پی‌یر کافین و کایل بالدا، طراحی شخصیت اریک گیون، تهیه‌کنندگی کریس ملداندری و جانت هیلی و بر اساس فیلمنامه‌ای از سینکو پل و کن داوریو ساخته شده است. صداپیشگان استیو کرل، کریستن ویگ، تری پارکر، کافین، میرندا کازگرو، استیو کوگان، جنی سلیت، دانا گایر، نو شرل و جولی اندروز در این فیلم به ایفای نقش پرداخته‌اند.
من نفرت‌انگیز ۳ در جشنواره بین‌المللی فیلم انیمیشن انسی در ۱۴ ژوئن ۲۰۱۷ به نمایش درآمد و در ۳۰ ژوئن در ایالات متحده اکران شد. این فیلم نقدهای متفاوتی از منتقدان دریافت کرد و ۱٫۰۳۵ میلیارد دلار در سراسر جهان به دست آورد و چهارمین فیلم پرفروش سال ۲۰۱۷ و نهمین فیلم پویانمایی پرفروش تمام دوران در طول اکران خود شد. دنباله ای با نام من نفرت‌انگیز ۴ در ۹ ژوئن ۲۰۲۴ منتشر شد.

## داستان
مأموران متأهل لیگ ضد شرور (AVL) گرو و لوسی وایلد به یک ماموریت فرستاده می‌شوند تا جلوی بالتازار برت، یک بازیگر کودک سابق که پس از لغو شدن نمایشش به نام «Evil Bratt» در زمان بزرگسالی به ابرشرور تبدیل شد، از سرقت الماس «Dumont» را بگیرند. گرو الماس را پس می‌گیرد، اما برت فرار می‌کند. والری داوینچی، رئیس ناراضی که جای سیلاس رامسباتم، را گرفته‌است، گرو و لوسی را بخاطر دستگیر نکردن برات از AVL اخراج می‌کند.
وقتی گرو و لوسی به خانه برمی‌گردند، به دخترخوانده‌هایشان مارگو، ایدیث و اگنس می‌گویند که اخراج شده‌اند، اما به آنها اطمینان می‌دهند که به زودی شغل جدیدی پیدا می‌کنند. وقتی گرو حاضر نمی‌شود دوباره به یک ابرشرور تبدیل شود و دستیارش دکتر نفاریو به طور تصادفی در کربنیت منجمد می‌شود، اکثر مینیون‌های او به رهبری مل او را رها می‌کنند تا شغل جدیدی پیدا کنند اما در نهایت به زندان می‌روند.
یک پیشخدمت به نام فریتز به خانه گرو می‌آید و دعوت‌نامه‌ای از برادر دوقلوی گم‌شده‌اش، درو، که در کشوری دوردست به نام فریدونیا زندگی می‌کند، می‌آورد.  خانواده برای ملاقات با درو سفر می‌کنند و از ثروت عظیم و عمارت عظیم او شگفت‌زده می‌شوند. در همین حال، برت دوباره الماس را می‌دزدد و قصد دارد از آن برای تامین انرژی ربات غول‌پیکری استفاده کند که هالیوود، لس آنجلس را بخاطر انتقام از لغو نمایشش نابود کند. درو به گرو می‌گوید که پدر مرده‌شان یک ابرشرور به نام «بالد ترور» بوده که فعالیت‌های شرورانه و پیشرفت‌های تکنولوژیکی‌اش منبع واقعی ثروت خانواده است. درو می‌خواهد گرو به او نحوه تبدیل شدن به یک شرور را بیاموزد، اما گرو از بازگشت به روش‌های قدیمی خود امتناع می‌کند. در حالی که لوسی با وظایف جدیدش به عنوان مادر دست و پنجه نرم می‌کند، درو و گرو پس از سواری با خودروهای پیشرفته پدرشان به یکدیگر نزدیک‌تر می‌شوند.
گرو و درو تصمیم می‌گیرند الماس را بدزدند. با این حال، گرو مخفیانه قصد دارد آن را به AVL بیاورد تا داوینچی را متقاعد کند که او و لوسی را دوباره استخدام کند. آنها به سختی با الماس فرار می‌کنند و توسط لوسی نجات می‌یابند. درو، با پی بردن به انگیزه‌های واقعی گرو، از اینکه گرو به او دروغ گفته بود ناراحت می‌شود. گرو در عوض، به بی‌کفایتی درو توهین می‌کند و اعلام می‌کند که فریدونیا را ترک می‌کند و به رابطه آنها پایان می‌دهد.
برت که خود را به شکل لوسی درآورده است، دخترها را می‌دزدد و دوباره الماس را به دست می‌آورد. رو و درو که متوجه این موضوع می‌شوند، اختلافاتشان را کنار می‌گذارند؛ برادران و لوسی برای تعقیب برات با خودرو پیشرفته پدرشان راهی می‌شوند. مینیون‌ها که از زندان فرار کرده‌اند، موفق می‌شوند آن‌ها را دنبال کنند. برت با با رباتش که با انرژی الماس کار می‌کند، هالیوود را به وحشت می‌اندازد و آن را با آدامس حبابی فوق‌العاده می‌پوشاند تا بتواند شهر را به فضا پرتاب کند. لوسی دخترها را از یک آسمان‌خراش در حال سقوط نجات می‌دهد و  درو موفق می‌شود به داخل ربات نفوذ کند و آن را از داخل خاموش کند. برت با گرو روبرو می‌شود که او را به مبارزه رقص دعوت می‌کند و در نهایت کیتار اسلحه‌دار برت را می‌دزدد و او را با آن شکست می‌دهد. مینیون‌ها پس از فرار از زندان، دوباره با گرو متحد می‌شوند. درو و گرو هم آشتی می‌کنند.
گرو و لوسی دوباره به آژانس AVL بازمی‌گردند. خانواده‌ که حالا دوباره متحد شده‌اند در خانه گرو جشن می‌گیرند و دخترها لوسی را به عنوان مادر خود می‌پذیرند. درو که هنوز آرزوی ابرشرور شدن دارد، به همراه اکثر مینیون‌ها هواپیمای گرو را می‌دزدد و پرواز می‌کنند. گرو و لوسی تصمیم می‌گیرند پیش از تعقیب و گریز، پنج دقیقه به آنها وقت بدهند.

## صداپیشه‌ها
- استیو کرل در نقش گرو، جاسوس و ابرشرور سابق که تبدیل به مأمور لیگ ضد شرور و پدر مارگو، ایدیث و آگنس و شوهر لوسی شده‌است.[۲]
  - کرل همچنین صداپیشگی درو، برادر دوقلوی گمشدهٔ گرو و عموی دختران را بر عهده دارد.[۲][۳]
- کریستن ویگ در نقش لوسی وایلد، مأمور لیگ ضد شرور، همسر گرو و مادرخواندهٔ دختران.[۴]
- تری پارکر در نقش بالتازار برات، یک ابرشرور و ستارهٔ کودک سابق که بزرگ می‌شود و به شخصیتی که در دهه ۱۹۸۰ بازی می‌کرد وسواس پیدا می‌کند و مشتاق تسلط بر جهان است.[۲]
- پی‌یر کافین در نقش مل، کوین، استوارت، باب و دیگر مینیون‌ها[۵]
  - کافین همچنین صدای یک مدیر موزه را نمایش می‌دهد[۶]
- میرندا کازگرو در نقش مارگو، بزرگ‌ترین و باهوش‌ترین دخترخواندهٔ گرو و لوسی.[۴]
- استیو کوگان در نقش سیلاس رمسباتم، رئیس لیگ ضد شرور، که در ابتدای فیلم بازنشسته می‌شود.[۶]
  - کوگان همچنین صداپیشگی فریتز، ساقی درو را بر عهده دارد.[۶]
- جنی سلیت در نقش والری داوینچی، یکی از اعضای ظالم لیگ ضد شرور که مدیر جدید AVL می‌شود.[۷]
- دانا گایر در نقش ایدیث، دخترخوانده وسطی گرو و لوسی.[۸]
- نو شرل در نقش اگنس، کوچکترین دختر خواندهٔ معصوم و نابالغ گرو و لوسی. صداپیشگی او در ابتدا توسط السی فیشر در دو فیلم اول انجام شد.[۹]
- جولی اندروز در نقش مادر گرو و درو[۶]

## تولید

### توسعه
استیو برک، مدیر عامل ان‌بی‌سی یونیورسال، در سپتامبر ۲۰۱۳ تأیید کرد که سومین فیلم از این سری در حال ساخت است. 
در آن زمان اریک گیلون به عنوان طراح کاراکتر و همچنین کارگردان مشترک، فرآیند تولید را با پیر کافین و کایل بلدا جلو می‌برد. پیر کوفین و کایل بلدا کار بر روی مینیون‌ها را به اتمام رسانده بودند. 
 سینکو پل و کن داوریو، نویسندگان دو فیلم اول، اعلام کردند که برای نوشتن فیلمنامه این فیلم بازخواهند گشت. و کریس ملیندری، مدیر عامل شرکت ایلومینیشن، گزارش داد که فیلم در مراحل ابتدایی نگارش قرار دارد. 

### نقش‌ها
در آوریل ۲۰۱۶، گزارش شد که استیو کرل دوباره نقش خود را در نقش گرو بازی می‌کند و همچنین صداپیشگی درو، برادر دوقلوی خود را برعهده دارد در حالی که تری پارکر برای این فیلم در نقش بالتازار برت انتخاب شد. در سپتامبر ۲۰۱۶، میرندا کازگرو و کریستن ویگ به ترتیب در نقش‌های مارگو و لوسی وایلد بازگشتند، در حالی که نو شارل جایگزین السی فیشر در نقش اگنس شد.

### موسیقی
موسیقی متن فیلم در ۲۳ ژوئن ۲۰۱۷ منتشر شد. فارل ویلیامز آهنگ جدید «نور زرد» را برای موسیقی متن منتشر کرد که از طریق دانلود دیجیتال و پخش آنلاین در دسترس قرار گرفت.

## بازخورد

### فروش گیشه
این فیلم ۲۶۴٫۶ میلیون دلار در ایالات متحده و کانادا و ۷۷۰٫۲ میلیون دلار در سایر مناطق به دست آورد که در کل جهان ۱٫۰۳۴ میلیارد دلار است. این چهارمین فیلم پرفروش سال ۲۰۱۷ و چهارمین فیلم پویانمایی پرفروش تمام دوران است. ددلاین هالیوود سود خالص فیلم را ۳۶۶٫۲ میلیون دلار محاسبه کرد که شامل بودجه تولید، بازاریابی، مشارکت استعدادها و سایر هزینه‌ها می‌شود. درآمد فروش گیشه و درآمد رسانه‌های خانگی آن را در رتبه سوم فهرست «با ارزش‌ترین فیلم‌های پرفروش ۲۰۱۷» قرار داده‌است.

### پاسخ انتقادی
در وبگاه جمع‌آوری نقد راتن تومیتوز، ٪۵۹ از ۱۹۸ بررسی منتقدان مثبت است و میانگینِ امتیاز آن ۵٫۷/۱۰ است. اجماع این وبگاه چنین می‌نویسد: «من نفرت‌انگیز ۳ طرفداران فرنچایز را به‌طور مداوم با دور دیگری از پویانمایی‌های رنگارنگ و طنزی مقلد – البته تا حدی پراکنده – سرگرم می‌کند.» این فیلم در متاکریتیک که از میانگین وزنی استفاده می‌کند، بر اساس نظر ۳۷ منتقدین امتیاز ۴۹ از ۱۰۰ را کسب کرده که نشان‌گر «نقدهای مختلط یا متوسط» است.

## دنباله
موفقیت من نفرت انگیز ۳ منجر به توسعه یک دنباله شد.  
دنباله این فیلم، من نفرت‌انگیز ۴، پس از طی یک فرآیند تولید طولانی که شامل داستانی کاملاً متعادل بود، در ۹ ژوئن ۲۰۲۴ منتشر شد. در حالی که انتشار انیمیشن مینیون‌ها: ظهور گرو تا سال ۲۰۲۲ به تعویق افتاد. 